# Estadi Nacional Lia Manoliu
L'Estadi Nacional Lia Manoliu (Stadionul Național „Lia Manoliu”) fou un estadi esportiu de la ciutat de Bucarest (Romania). En el seu lloc es troba l'actual Arena Națională.
Fou inaugurat el 2 d'agost de 1953 i demolit el 2008. Tenia una capacitat per a 60.120 espectadors. Inicialment fou anomenat Estadi del 23 d'Agost. L'any 1990 adoptà el nom Stadionul Lia Manoliu, en honor de l'atleta romanesa Lia Manoliu, medalla d'or als Jocs Olímpics de Mèxic 1968. Era la seu de la selecció de futbol de Romania, i la seu habitual de la final de la copa romanesa de futbol. El seu darrer partit de futbol fou el 21 de novembre de 2007, partit que enfrontà a les seleccions de Romania i Albània, amb resultat de 6-1.

## Espectadors
Llistat de partits de la selecció de Romania amb més de 80.000 espectadors.
| Data             | Local   | Marcador | Visitant             | Espectadors      | Ref                                |
| ---------------- | ------- | -------- | -------------------- | ---------------- | ---------------------------------- |
| 28 Setembre 1955 | Romania | 1–0      | Bèlgica              | 100.000 o 90.000 | [ 1 ] [ 2 ] [ 3 ] [ 4 ] [ 5 ]      |
| 26 Octubre 1958  | Romania | 1–2      | Hongria              | 100.000 o 90.000 | [ 2 ] [ 6 ] [ 7 ] [ 8 ] [ 9 ]      |
| 18 Setembre 1955 | Romania | 2–3      | Alemanya Democràtica | 100.000 o 90.000 | [ 3 ] [ 2 ] [ 10 ] [ 11 ] [ 12 ]   |
| 6 Novembre 1969  | Romania | 1–1      | Grècia               | 90.000           | [ 13 ] [ 14 ] [ 15 ]               |
| 25 Octubre 1953  | Romania | 0–1      | Txecoslovàquia       | 90.000           | [ 2 ] [ 16 ] [ 17 ]                |
| 29 Maig 1955     | Romania | 2–2      | Polònia              | 80.000           | [ 3 ] [ 18 ] [ 19 ] [ 20 ]         |
| 25 Novembre 1962 | Romania | 3–1      | Espanya              | 80.000           | [ 13 ] [ 21 ] [ 22 ]               |
| 30 Maig 1965     | Romania | 1–0      | Txecoslovàquia       | 80.000           | [ 13 ] [ 23 ] [ 24 ] [ 25 ]        |
| 12 Maig 1963     | Romania | 3–2      | Alemanya Democràtica | 80.000           | [ 13 ] [ 26 ]                      |
| 22 Maig 1956     | Romania | 0–2      | Txecoslovàquia       | 80.000           | [ 13 ] [ 27 ] [ 28 ] [ 29 ]        |
| 14 Maig 1972     | Romania | 2–2      | Hongria              | 80.000           | [ 30 ] [ 31 ] [ 32 ]               |
| 16 Abril 1983    | Romania | 1–0      | Itàlia               | 80.000           | [ 33 ] [ 34 ] [ 35 ] [ 36 ]        |
| 1 Juny 1975      | Romania | 2–2      | Escòcia              | 80.000           | [ 32 ] [ 37 ] [ 38 ]               |
| 15 Octubre 1980  | Romania | 2–1      | Anglaterra           | 80.000           | [ 34 ] [ 39 ] [ 40 ] [ 41 ] [ 42 ] |
| 3 Novembre 1957  | Romania | 3–0      | Grècia               | 80.000           | [ 2 ] [ 43 ]                       |
| 29 Setembre 1957 | Romania | 1–1      | Iugoslàvia           | 80.000           | [ 2 ] [ 44 ]                       |
| 8 Novembre 1959  | Romania | 1–0      | Bulgària             | 80.000           | [ 2 ] [ 45 ] [ 46 ]                |
| 2 Agost 1959     | Romania | 0–0      | URSS                 | 80.000           | [ 2 ] [ 44 ] [ 46 ] [ 47 ]         |
| 3 Novembre 1957  | Romania | 3–0      | Turquia              | 70.000           | [ 48 ] [ 2 ] [ 49 ] [ 8 ]          |
| 9 Octubre 1955   | Romania | 1–1      | Bulgària             | 70.000           | [ 50 ] [ 51 ] [ 3 ] [ 2 ]          |
| 12 Octubre 1969  | Romania | 1–0      | Portugal             | 75.000           |                                    |